# Abant (heroi)
Abant (en grec antic Ἄβας) fou un heroi grec, fill de Posidó i de la nimfa Aretusa, divinitat d'una font prop de Calcis. Però una tradició atenesa més recent el feia descendent de Mecíon, fill d'Erecteu. Va tenir dos fills, Calcodont i Canet. Va ser mort accidentalment pel seu net Elefènor.
Se'l considera epònim dels abants, ja mencionats a la Ilíada.